# Pittosporum sinuatum
Pittosporum sinuatum är en tvåhjärtbladig växtart som beskrevs av Carl Ludwig von Blume. Pittosporum sinuatum ingår i släktet Pittosporum och familjen Pittosporaceae. Utöver nominatformen finns också underarten P. s. efuniculare.